# Kamal Hasan Ali

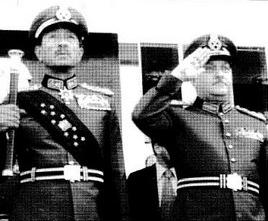
Unter Präsident Sadat (links) wurde Kamal Hasan Ali Premierminister

Kamal Hasan Ali, auch Kamal Hassan Aly (arabisch كمال حسن علي, DMG Kamāl Ḥasan ʿAlī; * 18. September 1921 in Kairo; † 27. März 1993) war ein ägyptischer General, Politiker und Premierminister.

## Leben

### Militärische Laufbahn
Ali schlug eine militärische Laufbahn ein und nahm bereits 1948 am Palästinakrieg teil und wurde während des Jom-Kippur-Krieges im Oktober 1973 zum Kriegshelden Ägyptens.
1975 erfolgte zunächst seine Ernennung zum Leiter des Geheimdienstes. Bereits in dieser Position unterstützte er den Präsidenten Anwar as-Sadat bei dessen Friedensgesprächen mit Israel in den Jahren 1977 bis 1979. Insbesondere wurde er von Präsident Sadat als Unterhändler 1977 nach Jerusalem gesandt.

### Politische Laufbahn
Im Kabinett von Mustafa Chalil wurde er ab 1978 Minister für Verteidigung und Rüstungsproduktion. Dieses Amt übte er bis 1980 aus. Anschließend war er von 1980 bis 1985 Außenminister.
Am 17. Juli 1984 wurde er als Nachfolger von Fuad Mohieddin zum Premierminister berufen. Als solcher war er bis zu seiner Ablösung durch Ali Lutfi am 4. September 1985 im Amt.
Nach seinem Ausscheiden aus der Regierung wurde er 1986 Vorstandsvorsitzender (Chairman) der Ägyptischen Golfbank (Egyptian Gulf Bank).